# Iosif Kardowicz
Iosif Mitrofanowicz Kardowicz (ros. Иосиф Митрофанович Кардович, ur. 24 marca?/5 kwietnia 1899 w Drucku, zm. 27 grudnia 1967) – radziecki polityk, organizator ruchu partyzanckiego na terytorium Białoruskiej SRR, generał major.

## Życiorys
Od 1919 do 1925 służył w Armii Czerwonej, 1925-1928 był przewodniczącym rady wiejskiej w Drucku, 1928-1929 kierował tołoczyńskim rejonowym oddziałem edukacji narodowej. Od 1928 należał do WKP(b), w latach 1930-1931 kierował dubrowieńskim rejonowym oddziałem gospodarki narodowej, a 1931-1934 i 1934-1937 zajmował analogiczne stanowisko odpowiednio w rejonie lelczyckim i mścisławskim, 1937-1938 był zastępcą przewodniczącego komitetu wykonawczego rady rejonowej w Mścisławiu. W latach 1938–1939 był przewodniczącym komitetu wykonawczego horeckiej rady rejonowej, od 1939 do stycznia 1940 był zastępcą przewodniczącego Komitetu Organizacyjnego Prezydium Rady Najwyższej Białoruskiej SRR ds. obwodu mohylewskiego, od stycznia 1940 do 1943 był zastępcą przewodniczącego Komitetu Wykonawczego Rady Obwodowej w Mohylewie, 1941-1942 służył w Armii Czerwonej. Od sierpnia do listopada 1942 był sekretarzem podziemnego międzyrejonowego komitetu Komunistycznej Partii (bolszewików) Białorusi w Bobrujsku i jednocześnie pełnomocnikiem KC KP(b)B ds. organizacji ruchu partyzanckiego w obwodzie mohylewskim, a 1943-1948 przewodniczącym Komitetu Wykonawczego Mohylewskiej Rady Obwodowej, 16 września 1943 otrzymał stopień generała majora. 15 sierpnia 1944 został odznaczony Orderem Lenina „za wzorowe wykonanie zadań władz dla rozwijania ruchu partyzanckiego na Białorusi i osiągnięcie sukcesów w walce z niemieckimi najeźdźcami”. W latach 1949–1953 był przewodniczącym Komitetu Wykonawczego Witebskiej Rady Obwodowej, 1949-1952 zastępcą członka, a 1952-1954 członkiem KC KP(b)B/KPB. Był również członkiem Kolegium Ministerstwa Przemysłu Towarów Spożywczych Białoruskiej SRR (1953-1954) i zastępcą ministra przemysłu produktów mięsnych i mleczarskich tej republiki (1954-1957), następnie od 1957 pracował w republikańskim związku spółdzielni spożywców.